# 3-Metil-pentano
3-Metil-pentano é um dos isômeros do hexano.